# Albizia kalkora
Albizia kalkora là một loài thực vật có hoa trong họ Đậu. Loài này được (Roxb.) Prain miêu tả khoa học đầu tiên.